# Cantone di Agen-Nord
Il Cantone di Agen-Nord era una divisione amministrativa dell'arrondissement di Agen.
È stato soppresso a seguito della riforma complessiva dei cantoni del 2014, che è entrata in vigore con le elezioni dipartimentali del 2015.
Comprendeva parte della città di Agen e i comuni di
- Colayrac-Saint-Cirq
- Foulayronnes
- Saint-Hilaire-de-Lusignan